# Leipsic (Delaware)
Leipsic è un comune degli Stati Uniti, situata nella Contea di Kent, nello Stato del Delaware. Secondo il censimento del 2000 la popolazione era di 195 abitanti. Appartiene all'area micropolitana di Dover.

## Geografia fisica
Secondo i rilevamenti dello United States Census Bureau, il comune di Leipsic si estende su una superficie totale di 0,8 km², tutti quanti occupati da terre.

## Popolazione
Secondo l'ultimo censimento del 2000, a Leipsic abitavano 203 persone, suddivise in 48 famiglie. La densità di popolazione era di 279 ab./km². All'interno del territorio comunale erano presenti 89 edifici abitativi. Per quanto riguarda la composizione etnica, il 93,10% degli abitanti era bianco, l'1,97% era nativo e lo 0,99% era asiatico. Il restante 3,94% della popolazione apparteneva ad altre razze o a più di una. La popolazione di ogni razza proveniente dall'America Latina corrispondeva al 2,46% degli abitanti.
Per quanto riguarda la suddivisione della popolazione in fasce d'età, il 29,1% era al di sotto dei 18, l'8,4% fra i 18 e i 24, il 26,1% fra i 25 e i 44, il 25,1% fra i 45 e i 64, mentre infine l'11,3% era al di sopra dei 65 anni di età. L'età media della popolazione era di 36 anni. Per ogni 100 donne residenti vivevano 82,9 maschi.